# ValhallaDSP
ValhállaDSP — компания и торговая марка для нескольких плагинов цифрового ревербератора и delay для компьютеров Macintosh и Windows, созданных Шоном Костелло.

## История
ValhallaDSP как компания была основана Шоном Костелло, который занимается кодированием. Кристин Костелло занимается графикой и маркетингом.
Шон Костелло всегда интересовался взаимодействием музыкантов с академическим и профессиональным миром. Он является соавтором научных работ о реверберации, включая статью 2009 года об использовании алгоритмической реверберации с системой Ambisonics. и статью о реализации цифрового моделирования пружинной реверберации.
ValhallaDSP была основана в 2009 году; Шон работал дизайнером аудио DSP и консультантом около десяти лет, прежде чем основал свою собственную компанию. Перед Valhalla DSP Шон Костелло опубликовал свою первую работу над плагином когда он предоставил четыре алгоритма реверберации для плагина реверберации Audio Damage EOS, который был первоначально выпущен в 2009 году; один из этих четырех алгоритмов не был доступен до 2017 года, когда Audio Damage выпустила EOS 2.
Дон Ганн помог Шону Костелло с разработкой и разработкой предварительных настроек для плагинов ValhallaDSP.

## Продукты
ValhallaDSP объединяет плагины реверберации, задержки и звуковых эффектов.

## Плагины с реверберацией
Эти плагины предназначены в первую очередь для обеспечения эффектов реверберации.

### Valhalla Room
Valhalla Room — это плагин реверберации, который в основном имитирует акустику реалистичных комнат и холлов, хотя его также можно использовать для специальных эффектов. Имеет 12 различных алгоритмов. ValhallaDSP утверждает, что эта реверберация лучше всего подходит для «идеального впечатления от комнаты».
В одном обзоре показалось, что, хотя Valhalla Room звучит действительно хорошо, он звучит более «гипер-реальным и пышным», чем «грубым и реалистичным». Они также посчитали, что его пользовательский интерфейс можно улучшить.

### Valhalla Vintage Verb
Valhalla Vintage Verb — это плагин со звуками различных цифровых ревербераторов конца 1970-х и 1980-х годов, включая те, которые звучат как ревербераторы Lexicon и EMT. Этот плагин использовался в песнях Адель Hello и Water Under the Bridge а также в альбоме Ланы Дель Рей " Lust for Life ".
Можно изменить скорость затухания разных частот, а ранняя и поздняя диффузия могут иметь отдельные настройки.
По состоянию на ноябрь 2019 года плагин имеет 18 различных алгоритмов том числе:
- Концертный зал, имитирующий реверберацию «конца 1970-х — начала 1980-х годов» в режиме «зал».
- Plate, имитирующая реверберацию «начала 80-х» в режиме «plate».
- Chamber, «прозрачный» алгоритм, описанный как «гладкий, но плотный»
- Random Space и Smooth Room, вдохновленные аппаратурой реверберации «конца 1980-х» или имитирующей ее.
- Sanctuary, имитирующий «классический немецкий цифровой ревербератор 1970-х годов».
- Nonlin, современное представление алгоритмов стробированной реверберации 1980-х годов
- Chaotic Neutral, «бесцветная» реверберация.

ValhallaDSP утверждает, что эта реверберация лучше всего подходит для звучания «старых цифровых аппаратных ревербераторов». В одном обзоре чувствуется, что, хотя он отлично подходит для получения нереального звука классической реверберации Lexicon, он не работает как тонкий эффект реверберации и не подходит для всех случаев.

### Valhalla Plate
Valhalla Plate — это заглушка, имитирующая звук пластинчатого ревербератора или небольшой камеры. Имеет 12 различных алгоритмов.
ValhallaDSP утверждает, что эта реверберация лучше всего подходит для звучания «теплых и плотных ревербераций 1960-х и 70-х годов». Сторонние обзоры Valhalla Plate в целом были положительными, но в одном обзоре было указано, что «он не будет служить всем потребностям», поскольку он только имитирует пластины и маленькие камеры и не имитирует большие пространства.

### Valhalla Supermassive
Valhalla Supermassive — это блок эффектов, который может запускать различные типы задержки и реверберации; среди прочего он хорош для имитации больших пространств.

## Плагины задержки и звуковых эффектов
Эти плагины обеспечивают комбинацию эффектов задержки, звукового эффекта и реверберации.

### Valhalla UberMod
Valhalla ÜberMod — это плагин, который предназначен для эффектов задержки, но также может создавать эффекты реверберации.

### Valhalla Shimmer
Valhalla Shimmer предлагает комбинацию реверберации и изменения высоты звука, вдохновленную звучанием некоторых коллабораций Брайана Ино и Дэниела Лануа в 1980-х годах.

### Valhalla Freq Echo
В основном это звуковой эффект, бесплатный плагин Valhalla Freq Echo обеспечивает комбинацию задержки и частотного преобразователя Боде. Это в основном для создания необычных звуков.

### Valhalla Space Modulator
Valhalla Space Modulator — это плагин, который можно бесплатно получить при покупке любого другого плагина ValhallaDSP, который имитирует некоторые виды эффектов фленджера и сдвига высоты тона.

### Valhalla Delay
Valhalla Delay — это плагин, который имитирует звуки ряда винтажных задержек, в том числе задержек на магнитной ленте (например, звук Roland Space Echo, Maestro Echoplex или катушечных кассетных задержек), задержек типа «bucket brigade», 1980-е гг. цифровые задержки и задержки со смещением высоты тона. Он имеет «призрачный» режим, который сочетает в себе задержку со сдвигом частоты.
Этот плагин может создавать как классические звуки задержки, так и необычные звуковые эффекты.
Valhalla Delay входит в список пяти лучших плагинов Music Radar, и они считают его лучшим плагином задержки в 2020 году.